# Teruo Iwamoto
Teruo Iwamoto (Yokohama, Prefectura de Kanagawa, Japó, 2 de maig de 1972) és un exfutbolista japonès.

## Selecció japonesa
Teruo Iwamoto va disputar 9 partits amb la selecció japonesa.